# 噸位
噸位是船舶的載貨量。該術語來自對酒桶或酒桶的稅收。在現代航海用法，“噸位”特別是指船舶的體積或貨物的體積。噸位不應與排水量混淆，排水量是指船舶的實際重量。噸位通常用於計算商業運輸費用。

## 計算方法

### 總註冊噸位
代表了整個船的總內部體積，只有非生產性的體積如船員艙位不被算在裡面。一總註冊噸位等於100立方英尺（2.83立方米）的體積。這個數據已經過時了，1994年總註冊噸位被1969年設立的總噸位取代。

### 淨註冊噸位
一艘船能夠裝的貨物的體積，即總註冊噸位減去不裝貨的空間（比如機器艙、驅動軸經過的地方、船員活動的地方等等）。不同的港口和國家有自己不同的計算方法，因此總的計算值很不明確。它代表著一艘船可以提供的、裝貨或者載客的空間。1994年它被1969年達成公約的淨噸位取代。

### 總噸位
整個船外皮所包圍的體積，它總是大於總註冊噸位，根據船隻設計的不同，其差別不同。一總噸位等於100立方英尺。
今天船隻的噸位依據《1969年國際船舶噸位丈量公約》的規定確定，這個公約適用於所有1982年7月以後造的船。根據這個公約船隻的噸位由總噸位來額定，它包括所有船隻外皮所包圍的體積。
根據這個公約，一艘船的總噸位{\displaystyle GT=K*V}，其中V是船的总体积，其单位为立方米，{\displaystyle K=0.2+0.02\log _{10}{V}}，其值根據體積的不同在0.22至0.32之間。因此GT是對船總大小的一個衡量。

### 淨噸位
一艘船所有裝貨物的體積的總和。
由於總噸位和淨噸位被用來定船的註冊費、停泊費以及被用來確定船的安全和船員規則，因此一個被所有國家接受的、統一的規則是非常重要的。
巴拿馬運河通用測量系統基於淨噸位的基礎，對其進行了適合於巴拿馬運河的需要的更改。它使用一個公式來計算一艘船的容量。一巴拿馬運河通用測量系統噸位相當於100立方英尺容積。
泰晤士計量噸是另一種計量方法，一般用於比較小的船如遊艇。其公式基於船的長度和桅杆的數目。